# Ecologistes Alternatius
Ecologistes Alternatius (grec: Οικολόγοι Εναλλακτικοί), oficialment Federació d'Ecologistes i Grups Alternatius, fou una federació de nombrosos grups creada després dels bons resultats obtinguts per la plataforma anomenada Ecologistes alternatius a les eleccions europees de 1989 a Grècia. També es va presentar a les eleccions legislatives gregues de 1989 i 1990, a les que en va obtenir un escó. Els grups que formaren la federació van decidir dissoldre's el 1993, però altres, com el Front d'Esquerra Radical van intentar prendre el nom del grup dissolt. Altres es presentaren a les eleccions europees de 1994 amb el nom d'Ecologia Política, i el 1996 crearen Polítics Verds (Πράσινη Πολιτική, Prasini Politiki). Cap de les dues va obtenir ressò i el 2002 es van integrar dins els Verds Ecologistes.

## Resultats electorals
| 1989          | Europea   | 72,369 | 1.12 | 0 |
| Novembre 1989 | Parlament | 39,158 | 0.58 | 1 |
| 1990          | Parlament | 50,686 | 0.77 | 1 |